# Томојуки Хирасе
Томојуки Хирасе (јап. 平瀬 智行; 23. мај 1977) бивши је јапански фудбалер.

## Каријера
Током каријере је играо за Кашима Антлерс, Јокохама Ф. Маринос, Висел Кобе и Вегалта Сендај.

## Репрезентација
За репрезентацију Јапана дебитовао је 2000. године. За тај тим је одиграо 2 утакмице.

## Статистика
| Јапан  | Јапан   | Јапан  |
| Година | Наступи | Голови |
| ------ | ------- | ------ |
| 2000.  | 2       | 0      |
| Укупно | 2       | 0      |